# Thorsten Röcher
Thorsten Röcher (Neunkirchen, Austria, 11 de junio de 1991) es un futbolista austríaco que juega como delantero en el Wolfsberger AC de la Bundesliga austríaca.

## Trayectoria
El 9 de mayo de 2018 jugó en la victoria del Sturm Graz sobre el Red Bull Salzburgo en la prórroga para ganar la Copa de Austria 2017-18.
El 4 de julio de 2019, estando bajo contrato en el FC Ingolstadt 04, regresó al SK Sturm Graz en calidad de cedido con opción de compra.

## Estadísticas

### Clubes
Actualizado al último partido disputado el 23 de septiembre de 2023.
| Club                         | Div.          | Temporada     | Liga  | Liga  | Copas nacionales | Copas nacionales | Copas internacionales | Copas internacionales | Total | Total |
| Club                         | Div.          | Temporada     | Part. | Goles | Part.            | Goles            | Part.                 | Goles                 | Part. | Goles |
| ---------------------------- | ------------- | ------------- | ----- | ----- | ---------------- | ---------------- | --------------------- | --------------------- | ----- | ----- |
| SV Mattersburgo · Austria    | 1.ª           | 2010-11       | 5     | 0     | 0                | 0                | ―                     | ―                     | 5     | 0     |
| SV Mattersburgo II · Austria | 3.ª           | 2010-11       | 11    | 4     | ―                | ―                | ―                     | ―                     | 11    | 4     |
| SV Mattersburgo · Austria    | 1.ª           | 2011-12       | 24    | 4     | 2                | 1                | ―                     | ―                     | 26    | 5     |
| SV Mattersburgo II · Austria | 3.ª           | 2011-12       | 15    | 11    | ―                | ―                | ―                     | ―                     | 15    | 11    |
| SV Mattersburgo II · Austria | 3.ª           | 2012-13       | 1     | 0     | ―                | ―                | ―                     | ―                     | 1     | 0     |
| SV Mattersburgo II · Austria | Total club    | Total club    | 27    | 15    | 0                | 0                | 0                     | 0                     | 27    | 15    |
| SV Mattersburgo · Austria    | 1.ª           | 2012-13       | 34    | 2     | 3                | 1                | ―                     | ―                     | 37    | 3     |
| SV Mattersburgo · Austria    | 2.ª           | 2013-14       | 25    | 2     | 1                | 0                | ―                     | ―                     | 26    | 2     |
| SV Mattersburgo · Austria    | 2.ª           | 2014-15       | 31    | 2     | 3                | 0                | ―                     | ―                     | 34    | 2     |
| SV Mattersburgo · Austria    | 1.ª           | 2015-16       | 30    | 2     | 3                | 2                | ―                     | ―                     | 33    | 4     |
| SV Mattersburgo · Austria    | 1.ª           | 2016-17       | 34    | 6     | 2                | 1                | ―                     | ―                     | 36    | 7     |
| SV Mattersburgo · Austria    | Total club    | Total club    | 183   | 18    | 14               | 5                | 0                     | 0                     | 197   | 23    |
| SK Sturm Graz · Austria      | 1.ª           | 2017-18       | 29    | 6     | 4                | 1                | 4                     | 1                     | 37    | 8     |
| FC Ingolstadt 04 · Alemania  | 2.ª           | 2018-19       | 17    | 2     | 1                | 0                | ―                     | ―                     | 18    | 2     |
| SK Sturm Graz · Austria      | 1.ª           | 2019-20       | 23    | 5     | 3                | 1                | 1                     | 0                     | 27    | 6     |
| SK Sturm Graz · Austria      | Total club    | Total club    | 52    | 11    | 7                | 2                | 5                     | 1                     | 64    | 14    |
| FC Ingolstadt 04 · Alemania  | 3.ª           | 2020-21       | 0     | 0     | 1                | 0                | ―                     | ―                     | 1     | 0     |
| FC Ingolstadt 04 · Alemania  | Total club    | Total club    | 17    | 2     | 2                | 0                | 0                     | 0                     | 19    | 2     |
| Wolfsberger AC · Austria     | 1.ª           | 2020-21       | 21    | 4     | 2                | 0                | 0                     | 0                     | 23    | 4     |
| Wolfsberger AC · Austria     | 1.ª           | 2021-22       | 28    | 4     | 5                | 1                | ―                     | ―                     | 33    | 5     |
| Wolfsberger AC · Austria     | 1.ª           | 2022-23       | 29    | 6     | 3                | 0                | 4                     | 1                     | 36    | 7     |
| Wolfsberger AC · Austria     | 1.ª           | 2023-24       | 5     | 0     | 1                | 0                | ―                     | ―                     | 6     | 0     |
| Wolfsberger AC · Austria     | Total club    | Total club    | 83    | 14    | 11               | 1                | 4                     | 1                     | 98    | 16    |
| Total carrera                | Total carrera | Total carrera | 362   | 60    | 34               | 8                | 9                     | 2                     | 405   | 70    |